# Culture québécoise
 (février 2022).
Si vous disposez d'ouvrages ou d'articles de référence ou si vous connaissez des sites web de qualité traitant du thème abordé ici, merci de compléter l'article en donnant les références utiles à sa vérifiabilité et en les liant à la section « Notes et références ».

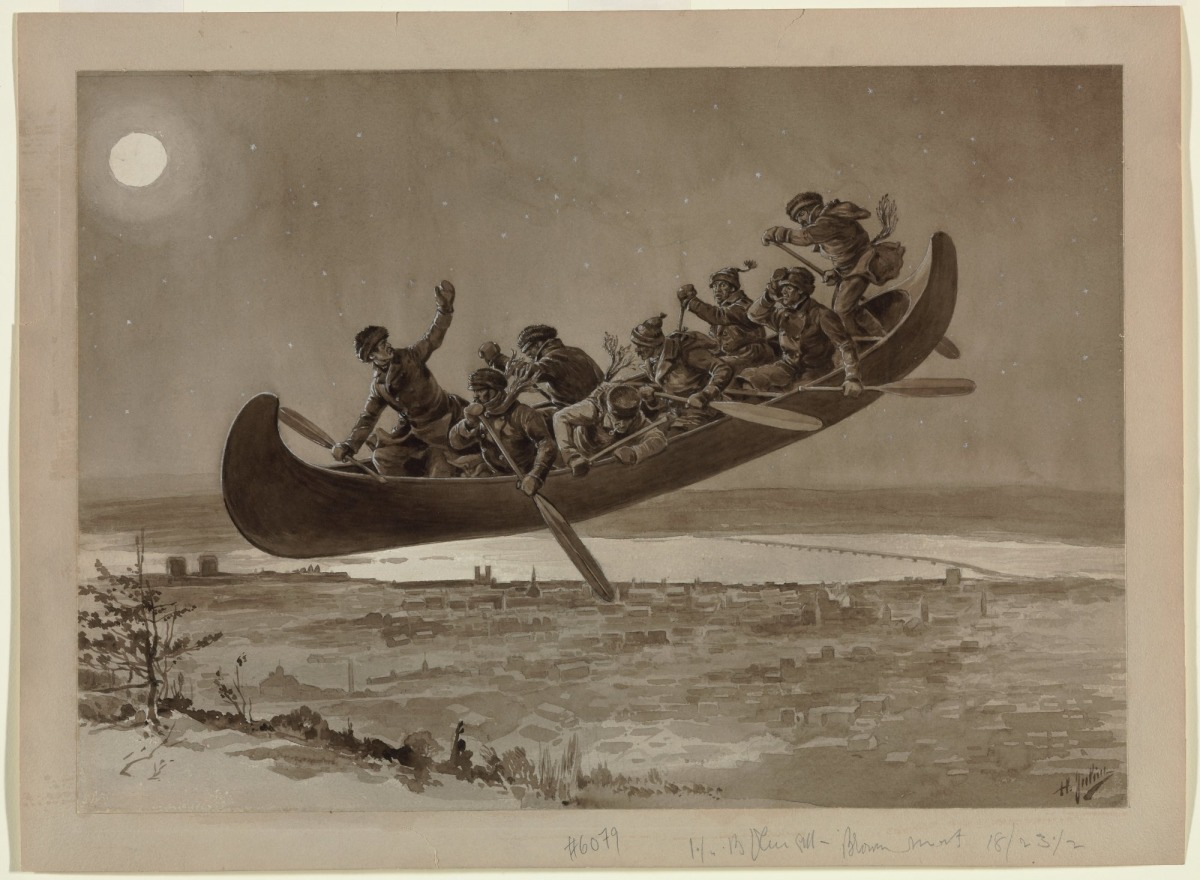
Henri Julien, La Chasse-galerie, 1906, Musée national des beaux-arts du Québec

La culture québécoise est l'ensemble des traits distinctifs, spirituels et matériels, intellectuels et affectifs qui caractérisent la société québécoise. Ce terme englobe les arts, la littérature, les mœurs, les systèmes de valeurs, les traditions et les croyances collectives des Québécois. On appelle québécitude ce qui appartient à cette culture. Elle s'inscrit dans la civilisation occidentale.

## Origines
Née de la majorité francophone du Québec, elle découle principalement de la culture française et catholique des premiers arrivants européens dans la vallée du Saint-Laurent au XVIIe siècle. En plus des emprunts aux cultures autochtones, la conquête de 1763 par l'Angleterre et la venue des loyalistes américains puis de nombreux ressortissants des îles Britanniques (Anglais, Écossais, Gallois puis Irlandais) viennent intégrer un bagage culturel anglo-saxon et celte au sein de la culture populaire. Au XXe siècle, plusieurs vagues d'immigration se succèdent et apportent de nouveaux traits distinctifs à la culture québécoise. Parmi les communautés culturelles importantes on compte les Italiens, les Chinois, les Haïtiens, les Espagnols, les Juifs, les Grecs, les Portugais et les Arabes.
Comme le reste du Canada, le Québec est fortement influencé par la culture américaine, surtout depuis la seconde moitié du XXe siècle. Les élites culturelles, ecclésiastiques et nationalistes québécoises se sont longtemps inscrites dans une logique de conservation et de survivance par rapport aux sociétés anglophones dans laquelle le Québec est enclavé. Ce protectionnisme culturel principalement dirigé pour le maintien de la langue française, s'est également traduit par l'adoption de lois encadrant son usage telle que la Charte de la langue française et la formation d'institutions gouvernementales telles que l'Office québécois de la langue française.

### Héritage français
« Nous avions apporté d'outre-mer nos prières et nos chansons : elles sont toujours les mêmes. Nous avions emporté dans nos poitrines le cœur des hommes de notre pays, vaillant et vif, aussi prompt à la pitié qu'au rire, le cœur le plus humain de tous les cœurs humains : il n'a pas changé. Nous avons marqué un pan de continent nouveau, de Gaspé à Montréal, de Saint-Jean-D'Iberville à l'Ungava, en disant : ici toutes les choses que nous avons apportées avec nous, notre culte, notre langue, nos vertus et jusqu'à nos faiblesses deviennent des choses sacrées, intangibles et qui demeureront jusqu'à la fin. [...] »

— Maria Chapdelaine de Louis Hémon

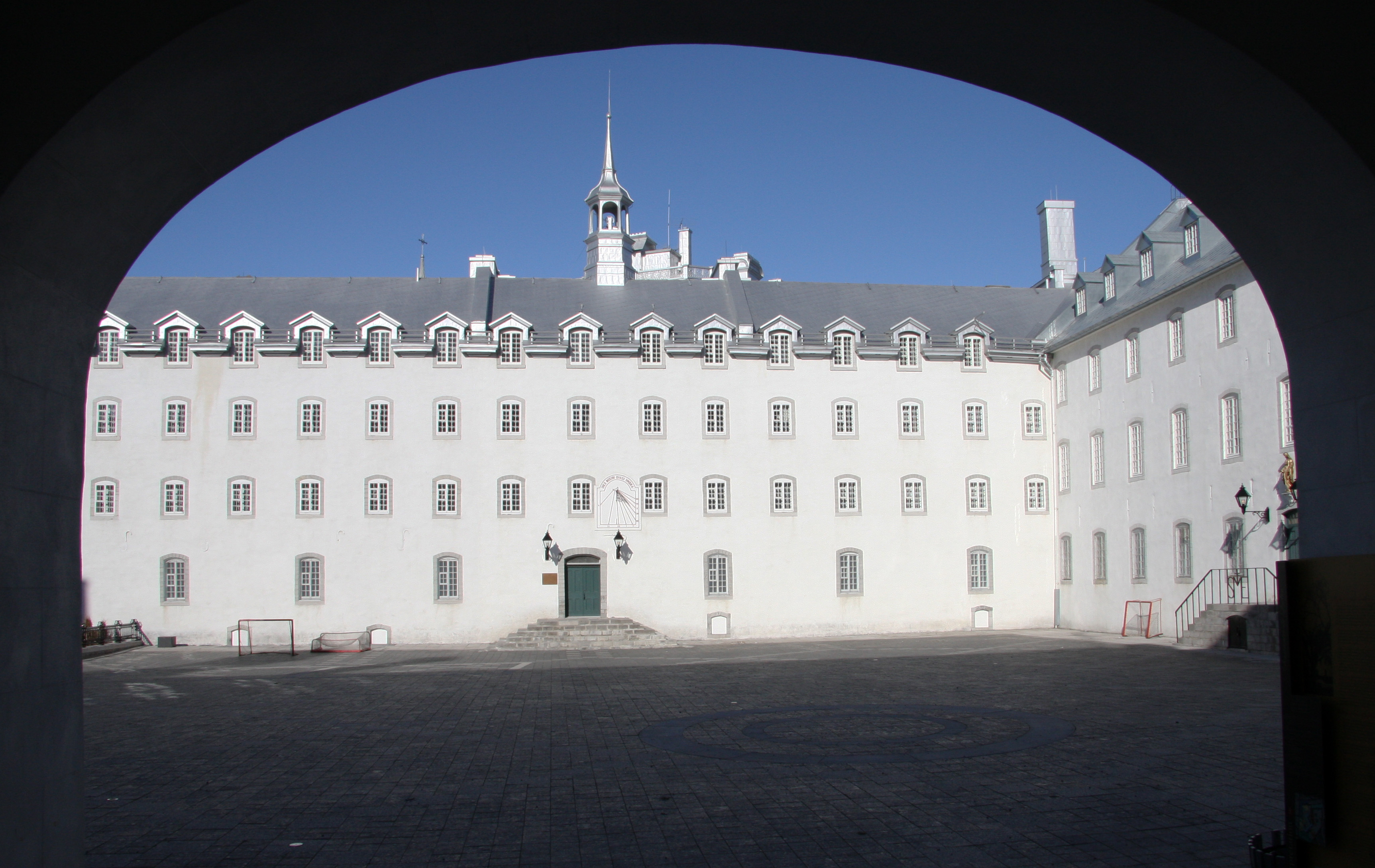
Fondé au XVIIe siècle, le Séminaire de Québec, le plus ancien établissement d’enseignement supérieur du Canada jette les bases pour la création de l'Université Laval.

De l'érection de la croix de Gaspé le 23 juillet 1534 par Jacques Cartier à la signature du traité de Paris le 10 février 1763, c'est lors du régime français que débute la colonisation européenne du territoire québécois – les premiers arrivants de France immigrent principalement après la fondation de Québec en 1608. Ils proviennent de l'Ouest de la France ; la majorité sont de Normandie, de l'Île-de-France, du Poitou et d'Aunis. En s'installant en Nouvelle-France, ils apportent avec eux leur langue, leurs croyances et leurs traditions de la France de l'Ancien Régime.

### Héritage des premières nations
La culture québécoise possède beaucoup de traits provenant des échanges avec les premières nations. Les raquettes à neige, le sirop d'érable ainsi que les canneberges (appelées aussi ataca ou atoca) ont pour origine des échanges culturels avec les amérindiens.
Le nom Québec ainsi que Canada, Ottawa, ainsi que plusieurs autres lieux à travers le Canada sont d'origine autochtone. Souvent par erreur d'interprétation ou de traduction.
La rivière des Outaouais (située dans la région administrative portant le même nom) a pour origine le nom d'une tribu amérindienne. Ottawa, la capitale du Canada, porte aussi le nom de cette même tribu.

### Héritage des îles Britanniques
La ville actuelle de Québec se caractérise par ses mélanges architecturaux français et britannique. Entre autres par la Cathédrale de la Sainte-Trinité qui est l’un des premiers bâtiments publics qui fut édifiée entre 1800 et 1804 et fut construite par les Britanniques. Il s’agit du premier lieu de culte anglican. Cette cathédrale a contribué à l’expansion du style néoclassique très populaire en Grande-Bretagne.
Plusieurs concepts britanniques se sont répandus dans la culture québécoise jusqu’à présent. La journée des patriotes en est un exemple parmi tant d’autres. Elle est célébrée le lundi qui précède le 25 mai tous les ans. Cette journée fériée sert à rendre hommage à ces révolutionnaires ayant combattu leur souverain, les Britanniques. Pour ce faire, les Québécois célèbrent cette fête de nombreuses façons. Ils brandissent le drapeau patriotique, font des marches accompagnées de musique et écoutent les discours publics lors des rassemblements.
L’un des symboles de la rébellion des patriotes, écrit en 1880 par Louis Fréchette et  illustré par Henri Julien, est souvent représenté par “ le vieux de 37”.
Les Anglais ont transmis leur héritage culinaire au Québec. Notamment, depuis le XVIe siècle, une nourriture particulièrement appréciée de tous se trouve est le bœuf salé. Déjà mangé, sous le régime français le bœuf salé n’était pas très accessible, ce mets a donc été introduit dans les plats quotidiens grâce aux Britanniques.  

Également depuis le XIXe siècle, la consommation d’huitre gagne en popularité, jusqu’à en faire des « party d’huitres ». Des fouilles archéologiques ont permis de faire remonter des coquilles datant de la fin du XVIIIe siècle.

### Héritage américain

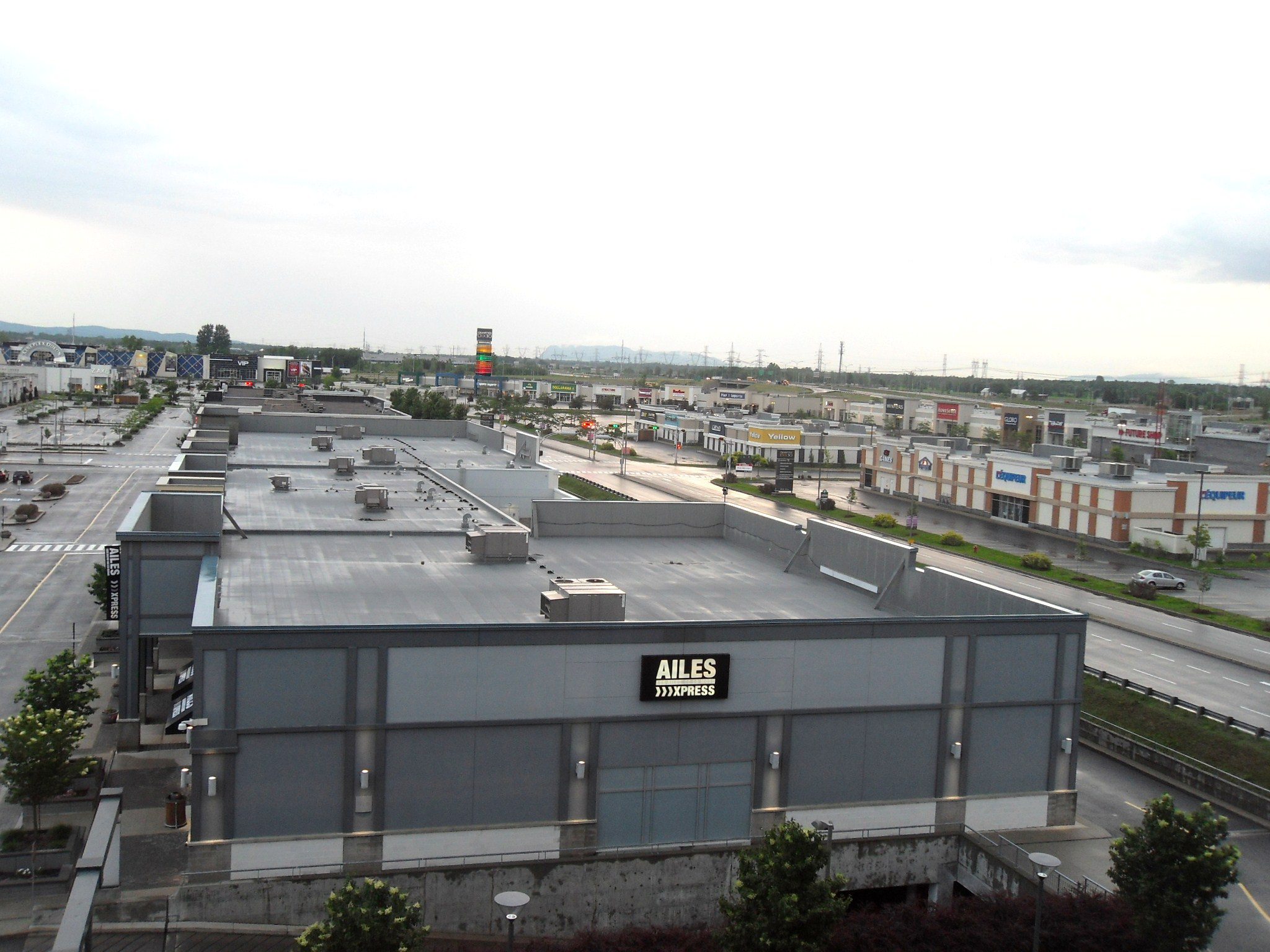
Quartier DIX30, centre commercial intégré au réseau de transport automobile

## Langue

Répartition de la langue d'usage et la langue maternelle au Québec (2006)
Français
Anglais
Autres

La langue officielle du Québec est le français. Selon Statistique Canada, en 2006, le français était la langue d'usage de 81,8 % de la population québécoise. La province est le seul État, en dehors de l'Europe, où le français est la langue maternelle de la grande majorité.
L'anglais est en seconde position quant au nombre de locuteurs au Québec ; c'est la langue d'usage de 10,6 % de la population. Les anglophones forment ainsi une minorité dans la province mais une majorité en Amérique du Nord. 40,6 % des Québécois sont bilingues.
Les autres langues sont d'usage pour 7,6 % de la population.

### Politique et législation linguistique

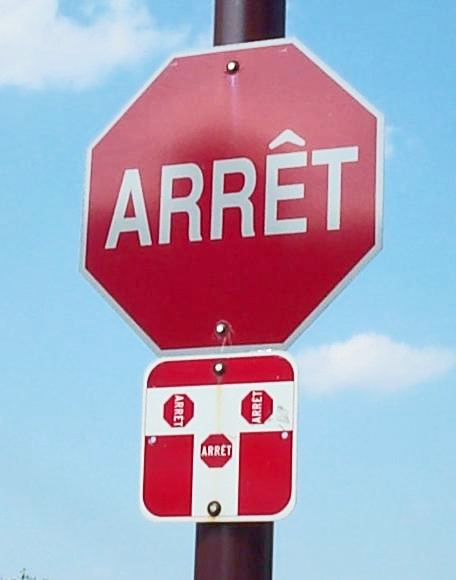
Résultat du protectionnisme linguistique, le panneau arrêt remplace la majorité des panneaux stop au Québec.

Bien que la question linguistique au Québec prend racine aussi loin que la conquête de la Nouvelle-France par l’Angleterre en 1763, c’est surtout après 1960, depuis la Révolution tranquille, que le gouvernement du Québec s’est doté d’une politique linguistique axée sur la francisation.
À partir de la fin du XVIIIe siècle, une minorité anglophone, principalement basée à Montréal, impose sa suprématie sur une part importante de l’économie québécoise et se dote d’institutions socioculturelles indépendantes de celles de la majorité francophone. Jusqu’à la seconde moitié du XXe siècle, plusieurs entreprises de la province imposent aux canadiens français de travailler en anglais. À Montréal, une ville majoritairement francophone à l’époque, certains commerces refusent de servir les clients en français.
L'augmentation du niveau de vie des francophones dans les années 1960, causé en partie par la prospérité de l'après-guerre en Amérique du Nord, entraîne avec elle l'augmentation du pouvoir d'achat de la majorité, lui donnant une place grandissante dans l'économie de la province. À cette époque, certains groupes et mouvements de contestation entraineront la naissance d'une politique linguistique au Québec.
Des regroupements nationalistes, comme le Rassemblement pour l'indépendance nationale (RIN), qui publie en 1962 le pamphlet Le bilinguisme qui nous tue, ou la Société Saint-Jean-Baptiste de Montréal (SSJB), qui entreprend l'Opération « visage français » entre 1963 et 1965, organiseront des mouvements de contestation contre l'unilinguisme anglophone dans certains commerces de Montréal.En 1965, le RIN utilise la stratégie du sit-in pour que les commerces offrent des services en français.
À la fin des années 1960, des crises linguistiques au sein d'institutions publiques forceront le gouvernement du Québec à se prononcer sur la place du français au Québec. En 1967, la crise de Saint-Léonard, qui soulève la question de l’intégration des immigrants à la majorité francophone plutôt qu'à la minorité anglophone, provoquera des changements dans le système d'éducation québécois. Toujours en éducation, le 28 mars 1969, l'Opération McGill français, une grande manifestation tenu devant l'Université McGill à Montréal, milite pour dénoncer le financement public accordé à une université uniquement anglophone par la population francophone et pour la création d'une seconde université de langue française à Montréal.
En décembre 1968, en pleine crise linguistique, le gouvernement du Québec crée la Commission d'enquête sur la situation de la langue française et des droits linguistiques au Québec ou commission Gendron qui est chargée de produire un rapport sur l'usage et la place du français au Québec. Elle recommande de faire du français la langue commune des québécois. Au niveau fédéral, le gouvernement canadien avait déjà créé la Commission royale d'enquête sur le bilinguisme et le biculturalisme ou Commission Laurendeau-Dunton en 1963. C'est sur les conclusions et recommandations de cette commission d'enquête que se basent la Loi canadienne sur les langues officielles au Canada et la Loi pour promouvoir la langue française (Loi 63) au Québec. Elles sont toutes deux adoptées en 1969.

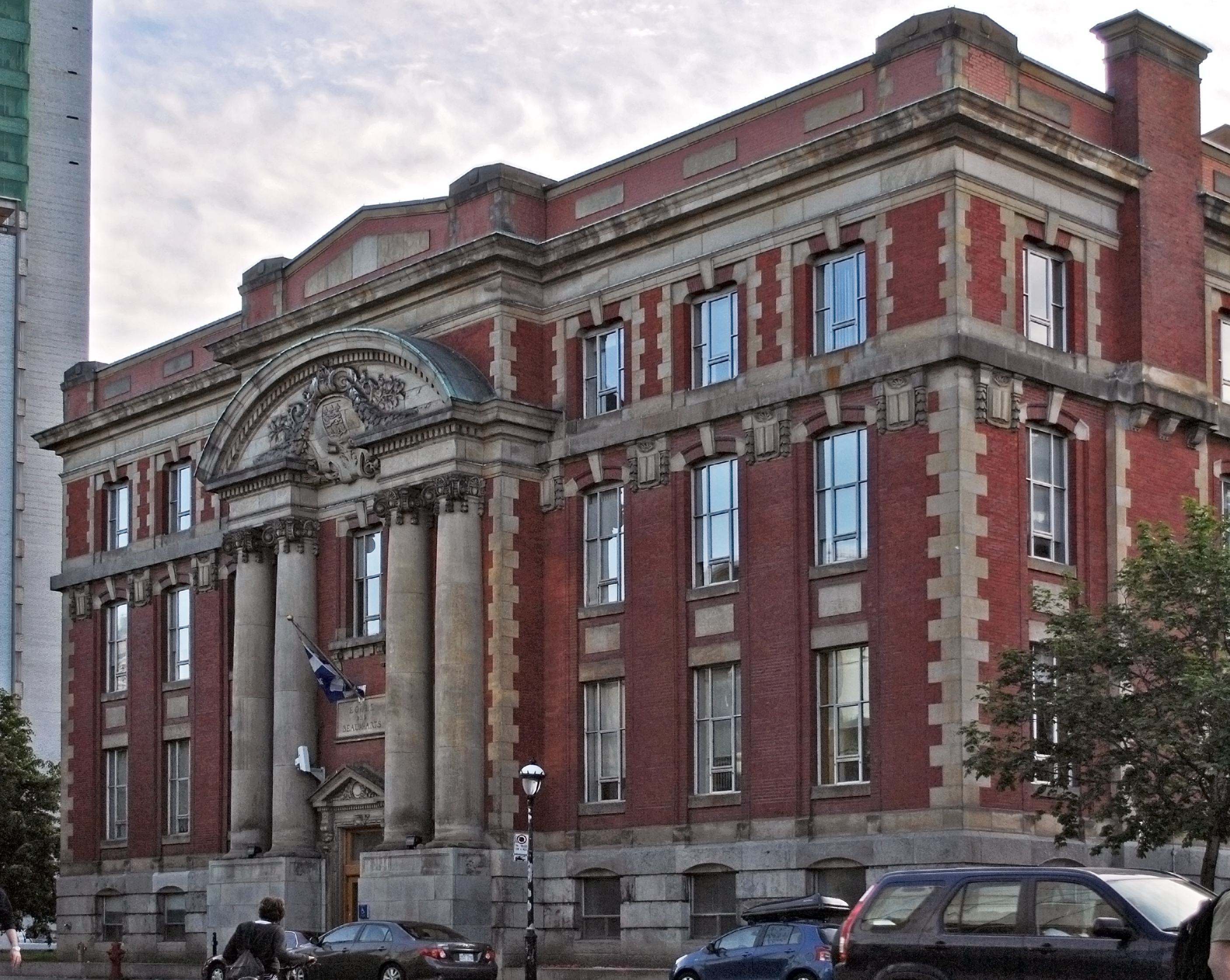
Édifice Camille-Laurin, siège social de l'Office québécois de la langue française, à Montréal.

La Loi 63, adoptée sous le gouvernement Jean-Jacques Bertrand, permet le libre choix de la langue d'enseignement au Québec. Cette loi est contestée parmi les francophones de la province. Elle est remplacée sous le premier gouvernement Robert Bourassa en 1974 par la Loi sur la langue officielle (loi 22). La Loi 22 établit le français comme langue officielle du Québec mais laisse toujours le libre choix de la langue d'enseignement.
Il faut attendre le gouvernement René Lévesque pour voir adopter la Charte de la langue française (Loi 101) en 1977. La Loi 101 a comme objectif d'établir le français comme « langue commune de tous les Québécois » dans le « respect des minorités, de leurs langues et de leurs cultures ». Cette loi, nommée charte pour sa signification historique et juridique, impose la langue française comme la langue de l'état québécois, de l'enseignement et du travail au Québec. Elle impose le français dans l'affichage commercial et entraine la création de quatre organismes : 
- L'Office de la langue française (aujourd'hui Office québécois de la langue française);
- La Commission de la protection de la langue française (aujourd'hui Office québécois de la langue française);
- Le Conseil de la langue française;
- La Commission de toponymie

Toujours en vigueur au Québec, la Charte de la langue française a connu de nombreux amendements depuis son adoption en 1977. Ces modifications, entrainées par des jugements de la cour suprême du Canada et des amendements, touchent principalement son application sur le plan judiciaire (Blaikie (no 1)), de l'affichage commercial (Ford c. Québec, Loi 178, Loi 86 ) et de la langue d'enseignement (Loi 57, P.G. du Québec c. Quebec Protestant School Boards, Loi 104, Solski c. Québec, Nguyen c. Québec, Loi 115).

## Valeurs civiques
Selon le Ministère Immigration, Diversité et Inclusion du Québec, les valeurs communes de la société québécoise sont les suivantes :
- Parler français, une nécessité
- Une société libre et démocratique
- Une société riche de sa diversité
- Une société reposant sur la primauté des droits
- Les pouvoirs politiques et religieux sont séparés
- Les femmes et les hommes ont les mêmes droits
- L'exercice des droits et libertés de la personne se fait dans le respect de ceux d'autrui et du bien-être général[9]

## Coutumes et traditions

### Fêtes
Fêtes et dates faisant office de congé reconnu par la province :
- le Nouvel-An ;
- Pâques ;
- Le lundi de Pâques ;
- La Journée nationale des Patriotes ou autrefois fête de Dollard (le lundi précédant le 25 mai) ;
- la fête nationale du Québec (Saint-Jean Baptiste) (24 juin) ;
- la fête du Canada (jour de la confédération) (1er juillet), souvent surnommée la fête du déménagement[10];
- La Fête du Travail (1er lundi de septembre) ;
- Jour de la réconciliation 30 septembre
- L'Action de Grâce (2e lundi d'octobre) ;
- Noël.

Fêtes et dates soulignées sans être des congés officiels :
- Saint-Valentin (14 février) ;
- La Journée internationale des femmes (8 mars) ;
- La Saint-Patrick (17 mars)
- La Journée internationale des travailleurs (1er mai)
- L'Halloween (31 octobre) ;
- Le jour du Souvenir (11 novembre).

### Religion
Les Québécois sont en majorité catholiques, issus de la France monarchique (pré-républicaine) ; cependant depuis la révolution tranquille, beaucoup de Québécois sont non-pratiquants. L'influence du clergé s'est considérablement amoindrie, de sorte que la majorité des Québécois est maintenant en faveur de la laïcisation de l'État. Depuis le début de ce débat, plusieurs geste en vue de la laïcisation on été posé, on peut notamment penser au retrait du crucifix de l'assemblée nationale. ? En vue de laïciser l'État, certains en affirment la nécessité tandis que d'autres affirment le contraire puisque ces symboles ne seraient pas de nature religieuse mais bien historique. L'arrivée des Britanniques introduisit quelque peu la religion anglicane, sans pouvoir ni vraiment tenter de convertir les catholiques, extrêmement fidèles à la leur.
De nombreuses sectes ont fait leur part d'actualité durant le XXe siècle :
- Apôtres de l'amour infini
- L'Ordre du Temple solaire
- la Mission de l'Esprit-Saint   (Site Officiel)
- les Raëliens
- le culte de Moïse Roch Thériault
- l'église du centre-ville

### Habitudes alimentaires
Les Québécois présentent actuellement des habitudes alimentaires qui se sont construites à partir de plusieurs influences culturelles. Les influences majeures furent d'abord françaises et amérindiennes, puis britanniques et irlandaises, et enfin américaines, bien que certaines influences connexes puissent aussi être rapportées. Le mélange des saveurs donne une couleur particulière non seulement aux mets traditionnels du terroir québécois, mais aussi aux plats d'un Québec contemporain.[réf. nécessaire]
En tant que colonie française, le Québec de l'époque de la Nouvelle-France, alors appelé Canada (de 1608 à 1760) subit essentiellement l'influence culinaire et gastronomique française[réf. nécessaire]. On fait venir, à grands frais, des denrées alimentaires du Vieux Continent : alcools, prunes, épices sont au nombre de ces produits importés. Toutefois on ne nourrira jamais toute la colonie avec ces importations, privilégiant l'élite. On tente, bien sûr, aussi de tirer parti des ressources naturelles locales, puisque les glaces compromettent le mécanisme d'approvisionnement maritime pendant les longs mois d'hiver. Peu à peu, les habitants sélectionnent tout naturellement les cultures les plus pratiques et qui présentent le rendement le plus avantageux, délaissant certaines cultures traditionnelles françaises, tout en continuant néanmoins de faire venir de France les produits alimentaires, notamment le vin, auxquels il semble impossible de renoncer. Ils cultivent alors plusieurs légumes qu'ils empruntent aux Amérindiens, dont maïs, haricots, courges et citrouilles sont les meilleurs exemples. Les classes populaires se « canadianisent » plus facilement, élaborant une nouvelle manière de cuisiner, tandis que les élites tentent de perpétuer le plus possible le modèle gastronomique français.
La Conquête du Canada par les Anglais en 1760 apporte son lot de modifications au régime alimentaire du peuple canadien.[réf. nécessaire] Par exemple, on délaisse un peu le vin au profit de la bière, tandis que les recettes à la crème et au beurre se multiplient. La traditionnelle recette de fèves au lard est l'adaptation canadienne d'un plat bostonnais. Au XIXe mais surtout au XXe siècle, certains modèles alimentaires européens entraînent aussi de subtiles modifications dans les habitudes alimentaires québécoises. À partir des années 1950, les États-Unis ont exercé une influence très importante sur la gastronomie non seulement québécoise mais aussi mondiale, en propulsant le poulet frit et le hamburger au rang de nourriture populaire par excellence. Depuis surtout les années 1950 et 1960, l'apport de l'immigration italienne a popularisé les pâtes et la pizza. Les décennies 1970 et 1980 ont vu le retour d'un certain raffinement alimentaire, largement fondé sur la revitalisation de la nourriture dite « du terroir ». Enfin, depuis les années 1990, l'arrivée sur les marchés et surtout l'adoption de denrées considérées comme exotiques (par exemple, le couscous et plus récemment, les sushis) peut être envisagée comme un effet direct de l'accélération du mouvement de mondialisation. De nos jours, la majorité des agglomérations urbaines comptent une variété impressionnante de restaurants où l'on peut déguster les cuisines du monde: les soupes-repas asiatiques ou les mets libanais côtoient allègrement le « pâté chinois » et le « cipâte » des aïeules.
Malgré une histoire commune entre les peuples autochtones et les québécois, l’intégration d’éléments culinaires typiques autochtones dans les habitudes alimentaires québécoises traditionnelles est restée limitée. Certains aliments, comme le maïs, les courges, le tournesol et l'eau d'érable, témoignent aujourd'hui de ces influences. À l'inverse, les habitudes alimentaires occidentales, riches en graisse et en sucre raffiné, entraînent actuellement des problèmes de santé importants chez les communautés autochtones, notamment l'augmentation de la prévalence de l'obésité, du diabète et de plusieurs types de cancers. Par ailleurs, si la cuisine autochtone s’est intégrée de façon limitée à la culture québécoise dominante, les cuisines des communautés immigrantes enrichissent aujourd’hui la diversité culinaire québécoise. Cette richesse se manifeste notamment à travers une offre variée de restaurants et de produits alimentaires, allant du shawarma et du kebab aux griots haïtiens, en passant par la cuisine grecque, asiatique, et bien d’autres encore.

### Alcools
Le Québec produit une grande diversité d'alcools tels que:
- Des vins : Conseil des vins du Québec ;
- Des cidres de pommes du Québec ou une invention québécoise récente : les cidres de glace ;
- De la bière québécoise ;
- Du caribou (alcool fort).

### Fromages
Depuis quelques années, le Québec a développé une étonnante industrie du fromage où les fromageries se sont multipliées au point tel que le Québec a maintenant ses propres fromages du terroir. Cette situation fait ressortir davantage le caractère unique de la culture du Québec en comparaison avec le reste de l'Amérique du Nord.

## Sports

### Professionnel
- Canadiens de Montréal (hockey)
- Alouettes de Montréal (football canadien)
- Impact de Montréal (soccer ou football européen)
- Grand Prix automobile du Canada : après une absence d'une année (2009), les amateurs de Formule 1 retrouveront le Grand Prix du Canada le 13 juin 2010.
- Nascar Nationwide Series (sur le Circuit Gilles-Villeneuve), depuis 2007
- Nascar Canadian Tire Series (sur le Circuit Gilles-Villeneuve), depuis 2007
- Coupe Rogers de Montréal : Pour les amateurs de tennis, la coupe Rogers constitue l'un des neuf tournois du circuit Masters, le circuit de tête de l'ATP (Association of Tennis Professionals). (début août)
- Le Championnat de Montréal du circuit Champions Tour de la PGA s'établit à Montréal en juillet 2010 et, cela, pour plusieurs années consécutives[11].

Le hockey sur glace, un des deux sports nationaux du Canada, est le sport le plus suivi. Montréal fut une des premières villes à avoir une équipe de hockey professionnelle. Le club de hockey des Canadiens de Montréal a remporté le plus grand nombre de coupe Stanley dans la Ligue nationale de hockey, et a favorisé l'essor de beaucoup de joueurs de hockey québécois. Montréal a aussi déjà possédé une équipe professionnelle de baseball alors que Québec a possédé son équipe de hockey professionnelle dans la Ligue nationale de hockey.

### Hockey junior
- Océanic de Rimouski (hockey, LHJMQ)
- Saguenéens de Chicoutimi (hockey, LHJMQ)
- Remparts de Québec (hockey, LHJMQ)
- Drakkar de Baie-Comeau (hockey, LHJMQ)
- Voltigeurs de Drummondville (hockey, LHJMQ)
- Olympiques de Gatineau (hockey, LHJMQ)
- Huskies de Rouyn-Noranda (hockey, LHJMQ)
- Cataractes de Shawinigan (hockey, LHJMQ)
- Foreurs de Val-d'Or (hockey, LHJMQ)
- Tigres de Victoriaville (hockey, LHJMQ)
- Armada de Blainville-Boisbriand (hockey, LHJMQ)
- Phoenix de Sherbrooke (hockey, LHJMQ)

## Événements
- Festival international de jazz de Montréal
- Festival Juste pour rire
- Carnaval de Québec
- Festival d'été de Québec
- Festival de la poutine de Drummondville
- Festival Montréal en Lumière
- Francos de Montréal
- Festival International Nuits d'Afrique de Montréal
- Festival Bach Montréal
- Festival des traditions du monde de Sherbrooke
- Grand Rire de Québec
- Festival western de Saint-Tite
- Festivals de la Gibelotte à Sorel-Tracy
- Festival de montgolfières de Gatineau
- Festival des Rythmes du Monde à Saguenay (Chicoutimi)
- Festival du Lac des Nations à Sherbrooke
- International de montgolfières de Saint-Jean-sur-Richelieu
- Mondial des Cultures (anciennement Festival Mondial de folklore)
- Salon du livre de Montréal
- Duché de Bicolline
- Heavy Mtl
- Osheaga
- Jonquière en Musique
- Festirame (Alma)
- Tam Tam Macadam (Alma)
- Et plusieurs autres (voir Liste des festivals québécois).

## Influences étrangères

### France
Les grands échanges culturels entre la France et le Québec sont la langue, les artistes (musique, cinéma...).
Le Québec influence également la France, par la diffusion de ses artistes et de ses œuvres. [réf. nécessaire]
La culture française rayonne au Québec par la chaîne internationale TV5 Monde, mais aussi par la chaîne et la station de radio du réseau La Première via les îles Saint-Pierre-et-Miquelon situées tout près des côtes canadiennes.

### États-Unis
Étant le pays le plus proche du Québec, l'influence culturelle des États-Unis se fait sentir de part et d'autre de la frontière. D'un côté, les États du Maine, du New Hampshire et du Vermont sont parmi les États les plus progressistes des États-Unis. De l'autre, le Québec est imprégné par la culture américaine dans les domaines de la mode vestimentaire, de la télévision, de la musique, des médias de l'information et de la restauration rapide. Les impacts, quoique parfois négatifs, ont souvent des répercussions très positives sur le plan économique[réf. souhaitée].

### Canada
La culture canadienne est diverse, et le Québec ne fait pas exception. Il se différencie du reste du Canada par sa politique plus progressiste et social-démocrate, ainsi que par sa langue et son histoire qui lui sont propres. Le ministère fédéral de la culture tente de promouvoir la culture canadienne en l'intégrant à la culture québécoise[réf. nécessaire].
Le Québec et le reste du Canada s'influencent mutuellement[réf. nécessaire]. Les différents groupes culturels du Canada, dont les Acadiens, les Anglophones et les Amérindiens, intègrent mots, mets et habitudes venant du Québec. De leur côté les Québécois font de même dans l’autre sens.

### Autres sources
1. ↑  On utilise aussi atoca, mais ataca est plus usité au Québec (Entrée « atoca » dans le dictionnaire Franqus). Version provisoire. Consulté le 17 janvier 2009.
2. ↑  Patrick Couture et Sylvio Boudreau, « L'origine du nom Québec, 1608 », Écho d'un peuple, vol. 4 « Les débuts de la Nouvelle-France - Un Québec qui se souvient », no 1,‎ 2011 (lire en ligne [électronique]).
3. ↑  « Origine du nom - Canada », sur patrimoine canadien.
4. ↑  « Architecture Vieux-Québec | Visiter Québec », sur quebec-cite.com (consulté le 10 octobre 2022).
5. ↑  Catherine Lachaussée, « Ce que la Conquête a changé dans notre assiette », sur Radio-Canada, 1er octobre 2021 (consulté le 13 août 2025)
6. ↑  Québec, « Charte de la langue française (L.R.Q., c. C-11) », Éditeur officiel du Québec (consulté le 6 novembre 2008).
7. 1 2 3 4  Institut de la statistique du Québec, « Rapport sur l’évolution de la situation linguistique au Québec 2002-2007 » [PDF], mars 2008 (consulté le 27 mai 2011).
8. ↑  architecture de gestion de l'information législative-legal information management system Irosoft, « - Charte de la langue française », sur legisquebec.gouv.qc.ca (consulté le 18 février 2021).
9. ↑  « Immigration, Diversité et Inclusion Québec - Partager les valeurs communes »(Archive.org • Wikiwix • Archive.is • Google • Que faire ?), sur immigration-quebec.gouv.qc.ca (consulté le 19 septembre 2016).
10. ↑  Josée Legault, « La business du déménagement », Voir, vol. 21,‎ 28 juin 2007, p. 16 (lire en ligne).
11. ↑  Le Circuit des champions de la PGA s'établit à Montréal pour plusieurs années
12. ↑  « Saint-Pierre et Miquelon La Première », sur la1ere.francetvinfo.fr, France Télévisions.